# Lin Shu-fen

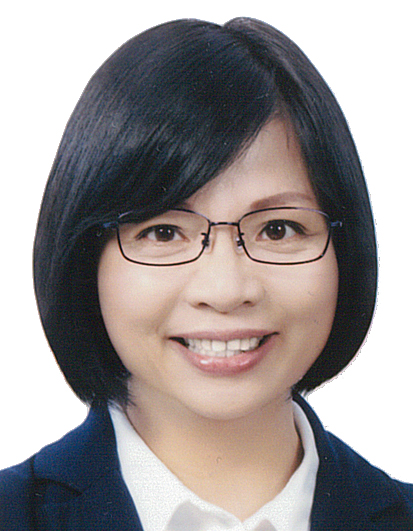
Lin Shu-fen (23. Dezember 2019)

Lin Shu-fen (chinesisch 林淑芬, Pinyin Lín Shūfēn, W.-G. Lin Shu-fen; * 17. Januar 1973 in Fenyuan, Landkreis Changhua) ist eine Politikerin der Republik China (Taiwan) der Demokratischen Fortschrittspartei DPP (Democratic Progressive Party), die seit 2005 Mitglied des Legislativ-Yuan ist.

## Leben
Lin Shu-fen, die aus einer Bauernfamilie im Landkreis Changhua stammt, absolvierte nach dem Besuch der Changhua Girls’ Senior High School ein Studium der Soziologie der Fakultät für Rechts- und Wirtschaftswissenschaften der Chung-Hsing-Nationaluniversität (NCHU) sowie am Graduate Institute for Social Transformation Studies der Shih Hsin University, welches sie mit einem Bachelor in Social Development beendete. Während des Studiums wurde sie 1993 Mitglied der Demokratischen Fortschrittspartei, die sie von 1998 bis 2004 im Rat des Landkreises Taipeh vertrat.
Sie wurde bei der Wahl des Legislativ-Yuans am 11. Dezember 2004 für die DPP im Wahlkreis Taipeh County II erstmals zum Mitglied des Legislativ-Yuan gewählt und gehört diesem seither an. In der sechsten Legislaturperiode (2005 bis 2008) war sie von der ersten bis zur vierten sowie in der sechsten Legislaturperiode Mitglied des Ausschusses für Bildung und Kultur (Education and Culture Committee), in der zweiten Sitzungsperiode zudem des Verfahrensausschusses (Procedure Committee), in der vierten Sitzungsperiode des Disziplinarausschusses (Discipline Committee) sowie in der fünften Sitzungsperiode des Ausschusses für Wissenschaft, Technologie und Information (Sci-Tech and Information Committee).
Bei der Wahl am 12. Januar 2008 wurde sie für die DPP im neu geschaffenen Wahlkreis New Taipei City II gewählt und war während der siebten Legislaturperiode (2008 bis 2012) durchgängig von der ersten bis zur achten Legislaturperiode Mitglied des Ausschusses für Bildung und Kultur.

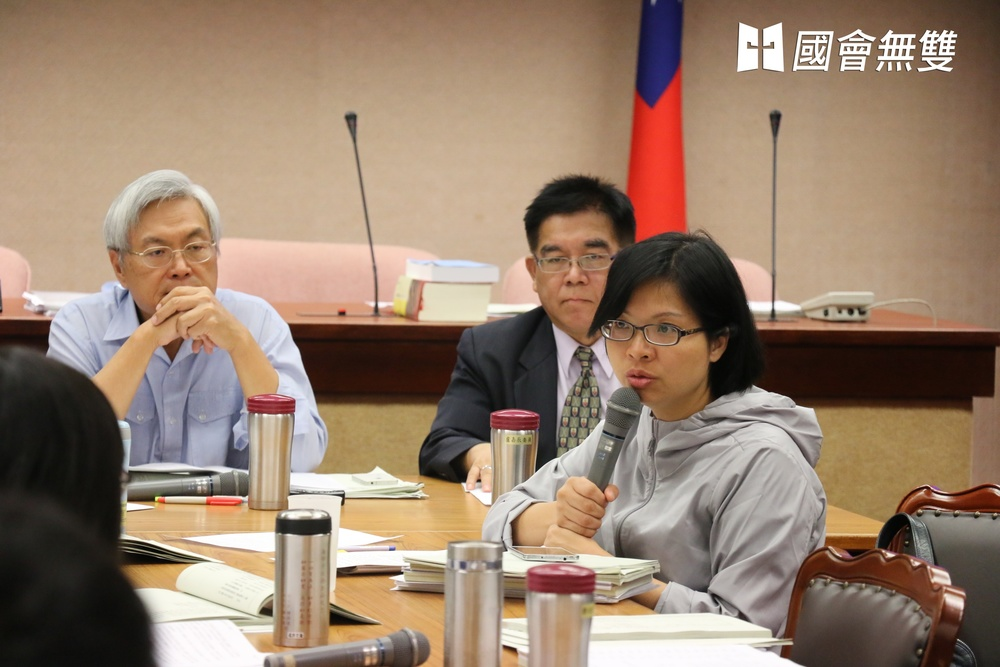
Lin Shu-fen während einer Sitzung.

Lin Shu-fen wurde bei der Wahl am 14. Januar 2012 im Wahlkreis New Taipei City II wieder zum Mitglied des Legislativ-Yuan gewählt und war in der darauf folgenden achten Legislaturperiode (2012 bis 2016) in der ersten und zweiten Sitzungsperiode weiterhin Mitglied des Ausschusses für Bildung und Kultur sowie zusätzlich des Ausgabenprüfungsausschusses (Expenditure Examination Committee) sowie im Anschluss von der dritten bis zur achten Sitzungsperiode Mitglied des Ausschusses für soziale Fürsorge und Umwelthygiene (Social Welfare and Environmental Hygiene Committee).
Bei der Wahl am 16. Januar 2016 wurde sie wiedergewählt und gehörte in der darauf folgenden neunten Legislaturperiode (2016 bis 2020) von der ersten bis zu vierten sowie in der siebten und achten Sitzungsperiode wieder dem Ausschuss für soziale Fürsorge und Umwelthygiene sowie zugleich noch einmal dem Disziplausschuss an und war in der fünften und sechsten Sitzungsperiode Mitglied des Ausschusses für innere Verwaltung (Internal Administration Committee).
Lin Shu-fen wurde bei der Wahl am 11. Januar 2020 erneut für die DPP im Wahlkreis New Taipei City II zum Mitglied des Legislativ-Yuans wiedergewählt. In der aktuellen zehnten Legislaturperiode (2020 bis 2024) war sie in der ersten und zweiten Sitzungsperiode zunächst wieder Mitglied des Ausschusses für soziale Fürsorge und Umwelthygiene und ist seit der dritten Sitzungsperiode Mitglied des Ausschusses für Auswärtige Angelegenheiten und nationale Verteidigung (Foreign Affairs and National Defense Committee). Am 24. Juli 2023 wurde auf ihr Büro in Neu-Taipeh geschossen, der Schütze allerdings von der Polizei festgenommen.